# 제6잠수함단
제6잠수함단(영어: Submarine Group Six), 옛 제2잠수함전단(영어: Submarine Flotilla Two)은 1960년부터 1994년까지 냉전시대에 활동한 대서양 잠수함 지휘부였다.

## 역사
제2잠수함단은 버지니아주의 노퍽 해군기지에서 1960년 3월 1일에 창설되었다. 잠수함모함인 USS 오라이언 (AS-18)을 전단 기함으로 지정하였다.
1964년 1월, 제2잠수함전단은 찰스턴 함대 탄도미사일 잠수함훈련소로 행정관리본부를 옮겼다.
1978년, 제10잠수함단이 제6잠수함단으로부터 제16잠수함전대와 조지아주 킹스배이의 해역을 넘겨받고 창설되었다. 제6잠수함단은 당시 "자유를 위한 41"로 불리는 41척의 탄도미사일 잠수함을 지휘하고 있었다.
1988년, 첫번째 동해안 트라이던트급 잠수함 전대인 제20잠수함전대가 조지아주 킹스배이에서 창설되었다.
독일의 재통일과 소련의 붕괴로 냉전이 끝을 맺음에 따라오는 군사 축소로 인해 잠수함군의 규모 또한 줄어들게 되었다. "자유를 위한 41"의 잔존 잠수함을 퇴역시키는 계획이 세워지고, 또한 제6잠수함단도 해체될 부대로 지목되었다. 1992년 5월에 제18잠수함전대가 해체되고, 제6잠수함전대와 제8잠수함전대가 뉴런던의 제2잠수함단으로 전속하였다. 사우스캐롤라이나주 찰스턴에서 1994년 9월 3일에 부대는 34년간의 근무를 마치고 해체되었다. 5개 잠수함전대에 디젤 추진 잠수함과 함대 탄도미사일 잠수함를 포함한 50척이상의 핵추진 잠수함을 지휘하였다.

## 지휘관
1960년 3월 1일부터 1994년 9월 3일까지 이 부대를 통솔하였던 지휘관은 다음과 같다:
| 계급 | 성명                | 취임일           | 이임일           |
| ---- | ------------------- | ---------------- | ---------------- |
| CAPT | J.W. Williams, Jr.  | 1960년 3월 1일   | 1961년 7월 14일  |
| CAPT | G.G. Cole           | 1961년 7월 14일  | 1963년 1월 14일  |
| CAPT | W. F. Schlech, Jr.  | 1963년 1월 14일  | 1964년 8월 27일  |
| RADM | E. Loughlin         | 1964년 8월 27일  | 1966년 9월 24일  |
| RADM | D.O. Baer           | 1966년 9월 24일  | 1967년 10월 29일 |
| RADM | L.G. Bernard        | 1967년 10월 30일 | 1969년 1월 24일  |
| RADM | J .B. Osborn        | 1969년 1월 25일  | 1970년 5월 28일  |
| RADM | S.D. Cramer         | 1970년 5월 28일  | 1972년 7월 13일  |
| RADM | A.J . Whittle, Jr.  | 197년 7월 13일   | 1974년 2월 27일  |
| RADM | A.L . Kelln         | 1974년 2월 28일  | 1975년 6월 27일  |
| RADM | S.J. Anderson       | 1975년 6월 28일  | 1977년 7월 15일  |
| RADM | H.S. Benton         | 1977년 6월 16일  | 1979년 5월 15일  |
| RADM | D.P . Hall          | 1979년 5월 17일  | 1981년 7월 16일  |
| RADM | A.J . Baciocco, Jr. | 1981년 7월 17일  | 1983년 8월 8일   |
| RADM | S.G. Catola         | 1983년 8월 6일   | 1985년 8월 8일   |
| RADM | S. E. Bump          | 1985년 8월 9일   | 1987년 6월 30일  |
| RADM | W.A. Owens          | 1987년 6월 30일  | 1988년 6월 25일  |
| RADM | A. F. Campbell      | 1988년 6월 25일  | 1990년 7월 13일  |
| RADM | T.A . Meinicke      | 1990년 7월 13일  | 1992년 1월 25일  |
| RADM | T.J . Robertson     | 1992년 1월 25일  | 1994년 9월 3일   |

## 기록

### 계보
- 1960년 3월 1일, Submarine Flotilla Two→제2잠수함전단
- 1973일 7월 1일, Submarine Group Six→제6잠수함단

### 표창
| 해군 공로부대표창, | 인도주의 근무훈장 | 해군 공로부대표창 |

- 해군 공로부대표창: 1986년 9월에 첫번째, 1990년 8월에 두번째 수여받았다.
- 인도주의 근무훈장: 1989년 9월 허리케인 휴고 재해대응 호크아이 작전(Operation Hawkeye에 참가

## 같이 보기
- 대서양 잠수함군 (COMSUBLANT)

## 참고

### 인용
1. ↑  G.E. Hendrich 1994, 95(97)쪽
2. ↑  G.E. Hendrich 1994, 96(98)쪽
3. ↑  “CSGI10: History”. 2023년 7월 15일에 확인함.
4. ↑  G.E. Hendrich 1994, 98(100)쪽
5. 1 2  G.E. Hendrich 1994, 99(101)쪽

### 자료
- G.E. Hendrich (1994년 10월). “A FAREWELL TO SUBMARINE GROUP SIX” (PDF). 《The Submarine Review October 1994》: 95-99(97-101). 2023년 7월 15일에 확인함.